# 1939 în film
- 1938 în cinematografie — 1939 în cinematografie — 1940 în cinematografie

## Filmele cu cele mai mari încasări

### Filme SUA[1]
| #   | Titlu                        | Studio           | Actori                                                                                            | Încasări mondiale |
| --- | ---------------------------- | ---------------- | ------------------------------------------------------------------------------------------------- | ----------------- |
| 1.  | Gone with the Wind           | MGM              | Vivien Leigh, Clark Gable, Olivia de Havilland, Leslie Howard, Hattie McDaniel, Butterfly McQueen | $400.176.459      |
| 2.  | Jesse James                  | 20th Century-Fox | Tyrone Power, Henry Fonda                                                                         |                   |
| 3.  | Gunga Din                    | RKO              | Cary Grant                                                                                        |                   |
| 4.  | Mr. Smith Goes to Washington | Columbia         | James Stewart, Jean Arthur, Claude Rains                                                          |                   |
| 5.  | The Rains Came               | 20th Century-Fox | Myrna Loy, Tyrone Power, and George Brent                                                         |                   |
| 6.  | Babes in Arms                | MGM              | Judy Garland, Mickey Rooney                                                                       |                   |
| 7.  | Dodge City                   | Warner Bros.     | Errol Flynn, Olivia de Havilland, Bruce Cabot                                                     |                   |
| 8.  | The Women                    | MGM              | Norma Shearer, Joan Crawford, Rosalind Russell, Joan Fontaine                                     |                   |
| 9.  | Goodbye, Mr. Chips           | MGM              | Robert Donat, Greer Garson                                                                        |                   |
| 10. | The Wizard of Oz             | MGM              | Judy Garland, Ray Bolger, Jack Haley, Bert Lahr, Billie Burke, Margaret Hamilton                  | $16.538.431       |
| 11. | Drums Along the Mohawk       | 20th Century-Fox | Claudette Colbert, Henry Fonda                                                                    |                   |
| 12. | Stanley and Livingstone      | 20th Century-Fox | Spencer Tracy                                                                                     |                   |
| 13. | Union Pacific                | Paramount        | Barbara Stanwyck, Joel McCrea                                                                     |                   |
| 14. | Ninotchka                    | MGM              | Greta Garbo, Melvyn Douglas                                                                       |                   |
| 15. | Another Thin Man             | MGM              | William Powell, Myrna Loy                                                                         |                   |
| 16. | The Old Maid                 | Warner Bros.     | Bette Davis, Miriam Hopkins                                                                       |                   |
| 17. | Hollywood Cavalcade          | 20th Century Fox | Alice Faye, Don Ameche                                                                            |                   |
| 18. | Destry Rides Again           | Universal        | Marlene Dietrich, James Stewart                                                                   |                   |
| 19. | Andy Hardy Gets Spring Fever | MGM              | Mickey Rooney, Lewis Stone                                                                        |                   |
| 20. | Gulliver's Travels           | Paramount        | Animație                                                                                          |                   |

## Premii

### Oscar
- Cel mai bun film:
- Cel mai bun regizor:
- Cel mai bun actor:
- Cea mai bună actriță:
- Cel mai bun film străin:

Articol detaliat: Oscar 1939